# Lamborghini FX
Lamborghini FX era un videojuego de carreras arcade desarrollado por Milestone y publicado por Titus Interactive en 2004. El juego se distingue por el hecho de que los vehículos que vemos en él pueden realizar evoluciones complejas y utilizar varias armas.

## Jugabilidad
El jugador se sienta al volante de una de las varias docenas de autos Lamborghini diferentes. Los más famosos de ellos (lo que no quiere decir que sean los mejores) son Diablo, Countach y Miura. Cada uno de ellos puede y debe ser revisado en una de las varias pistas ubicadas en diferentes rincones del globo (ciudades, bosques, desiertos, etc.) Una novedad son las fichas ubicadas en la ruta y los trucos que puede realizar nuestro automóvil. Los tokens FX desbloquean nuevos vehículos y pistas, los tokens Nitro cargan la barra que nos permite conducir aún más rápido. Manejo hábil del terreno accidentado, y así realizando trucos, desbloquea armas (rifles, lanzacohetes, generadores de terremotos portátiles, etc.). Todo esto ayuda al jugador a ganar el primer lugar en el Lamborghini World Championship (el modo de juego principal). Lo interesante es la inteligencia artificial. Los conductores controlados por IA reaccionan a cada acción del jugador.

## Desarrollo y cancelación
El juego estaba en desarrollo en Milestone S.r.l. y estaba previsto que Titus Interactive lo publicara. El juego estaba programado para ser lanzado en julio de 2004, luego programado para el verano de 2004, pero permaneció inédito y fue cancelado en algún momento en 2005. Es posible que también se haya estado trabajando en una versión GC y GBA del juego, aunque hay muy pocas pruebas.
Este título cancelado se anunció poco después de que el mismo desarrollador cancelara otro título, un juego conocido como FX Racing, que estaba programado para ser lanzado en el primer trimestre de 2004. Lamborghini FX contenía numerosos elementos reportados en FX Racing años antes, por ejemplo, las llamadas acrobacias especiales que recompensan a los jugadores con armamento. Por tanto, es lógico suponer que los dos juegos son más o menos uno y el mismo, o que muchos elementos del título anterior se adoptaron inmediatamente en el título posterior.